# Eleccions municipals de València de 1971
Les eleccions municipals de València de 1971 van ser unes eleccions municipals durant el règim franquista. Es van celebrar el 21 de març de 1971, després del recurs interposat per na Josefa Ahumada Camps. En ser una repetició de les eleccions municipals de València de 1970, aquestes eleccions van ser excepcionals en tot Espanya. En aquests comicis es van tornar a triar la mateixa qüantitat de regidors pel terç familiar i corporatiu que en les anteriors eleccions. La participació va ser molt baixa, només el 20% del cens.

## Rerefons
Després dels resultats de les eleccions municipals de València de 1970, una candidata que va ser exclosa d'aquelles eleccions anomenada Josefa Ahumada Camps i pertanyent al districte del marítim va rècorrer el 20 de gener de 1971 per la via judicial el procés electoral. L'Audiència va obligar a la repetició de les eleccions i aquestes es van celebrar el març del mateix any. Degut als esdeveniments festius fallers d'abans de les eleccions, la campanya va ser molt pobra i es varen presentar menys candidats pel terç familiar que en les anteriors de 1970 i a això se li afegí que la participació baixà notablement des dels discrets 55,8% de 1970 als pobríssims 20% de 1971. El resultat de les eleccions va fer que Josefa Ahumada per fi aconseguira entrar a la corporació municipal com a regidora. També van entrar certs elements "critics" amb el règim i que posteriorment defensarien des de dins del consistori el projecte de zona verda del llit del riu Túria i l'aturament de la construcció d'una urbanització a la devesa del Saler.

## Sistema electoral
El sistema electoral durant el règim franquista, d'acord amb la llei de bases de règim local de 1945 va disposar que els regidors (concejales) havien de ser designats per terceres parts (tercios) d'aquesta manera:
1. Per elecció entre els veïns que fossin caps de família (pràcticament tots els homes, i també les dones vídues), cosa que va donar lloc al "terç familiar".
2. Per elecció del Sindicat Vertical del municipi, és a dir el "terç sindical".
3. Per elecció entre les entitats econòmiques, culturals i professionals del municipi, amb una llista de candidats que proposava el governador civil a l'ajuntament, cosa que seria el "terç d'entitats".

Finalment, l'alcalde era nomenat directament pel governador civil com a delegat seu al municipi, totalment al marge del sistema electoral descrit.

## Resultats
Els candidats electes per cada terç figuren en negreta.

### Regidors en representació del Terç Familiar
| Candidats i vots              |        |
| Josefa Ahumada Camps          | 21.026 |
| Luis Belenguer Salcedo        | 18.365 |
| Higinio Darío Pérez Arce-Ares | 17.294 |
| Ramón José Pascual Lainosa    | 15.755 |
| Daniel González Tregón        | 15.686 |
| Francisco Ripoll Rebollo      | 15.655 |
| José Luis Mayquez Noguera     | 13.865 |
| José Vicente Alamá Martí      | 12.078 |
| Antonio Infer Aleixandre      | 8.776  |
| José María Lavalle Camacho    | 1.626  |
| Rafael Roca Coll              | 840    |
| Francisco Soriano Rodríguez   | 719    |

### Regidors en representació del Terç Corporatiu
| Candidats i vots         |     |
| José Esteban Novella     | ??? |
| Eduardo García Cordellat | ??? |
| Lorenzo Ferrer Figueras  | ??? |
| Antonio Soto Bisquert    | ??? |